# Al-Kvadszija FC
Az al-Kvadszija Football Club (arabul: نادي القادسية) egy szaúd-arábiai labdarúgócsapat, amelynek székhelye al-Chubar városában található. 1967-ben alapították, stadionja az Abdullah bin Jalawi herceg Stadion.

## Története
2024. május 6-án az Ohod ellen 2–2-re végződő mérkőzést követően feljutottak az első osztályba.

## Sikerlista
- Szaúd-arábiai másodosztály bajnok (4): 2001–02, 2008–09, 2014–15, 2023–24
- Szaúdi Szövetségi Kupa (1): 1993–94
- Koronaherceg Kupa (1): 1991–92
- Kupagyőztesek Ázsia-kupája (1): 1993–94

## További hivatkozások
- Hivatalos honlapja